# 久保筑水
久保 筑水（くぼ ちくすい、1759年（宝暦9年） - 1835年8月7日（天保6年7月13日））は、江戸時代後期の儒学者。筑水は号。名は愛（あい、久保愛）、字は君節。通称は荘左衛門。折衷学派に属する。主著は『荀子増注』。

## 生涯
信濃国（現在の長野県）、また一説には安芸国（現在の広島県）の出身。一橋徳川家の儒官を務めた。久喜郷（現在の埼玉県久喜市）の郷学「遷善館」で庶民に講義した。
折衷学派の片山兼山に師事した。門弟に河尻春之がいる。

## 主な著書
- 『荀子増注』 - 『荀子』の注釈書。師の片山兼山の成果を継ぐ。江戸時代の『荀子』研究の集大成[3]。冨山房「漢文大系」に収録。
- 『論語集義』[4]
- 『学庸精義』[4]
- 『淮南子注考』[4] - 冨山房「漢文大系」に収録。

## 関連文献
- 藤川正数『荀子注釋史上における邦儒の活動 正篇』風間書房、1980年。ISBN 978-4-7599-0523-6。